# Fjärde riket
Fjärde riket, visionär framtida stat av tysk nationalitet, omhuldad av nynazister. Fjärde riket skulle innebära en återuppståndelse av Tredje riket (Nazityskland).
Idén om det fjärde riket har bland annat behandlats i romanen och filmen Pojkarna från Brasilien.
Vissa har använt uttrycket Fjärde riket som  misskrediterande beteckning på EU, särskilt i Storbritannien, med tanke på att Tyskland är EU:s största land.